# デッキィ401
デッキィ401（デッキィよんまるいち、DEKKY401）は、新潟県新潟市中央区にある大型商業施設（ショッピングモール）。総合建設業の廣瀬が運営管理を行っている。

## 概要・歴史

### 開業まで
現在デッキィ401がある新潟市出来島401番地（当時）には、かつて北村製作所の出来島工場があり、トラック・バスの車体・荷台の製造などが行われ、敷地西側に面する新潟県道16号新潟亀田内野線（女池線）の歩道沿いには当時同社が手がけていた「電動看板」が置かれ、実動機のデモンストレーションが行われていた。しかし周辺が宅地化し、また工場内の施設・設備が老朽化し敷地も手狭になるなどしたことから、同社は市南部の両川地区（現：江南区両川工業団地一丁目）に製造拠点を移転することになった。だが住宅地内で新潟県庁舎に程近く、前述の県道16号と新潟県道51号新潟黒埼インター笹口線（笹出線）が交差する好立地であることなどから、移転後の跡地は同社によってショッピングセンターとして再開発されることとなった。オープンに際して愛称を公募したものの、イメージに相応しい候補が乏しく、それらの中から当時の地番をもじった「デッキィ401」を採用した、という逸話がある。
こうした過程を経て1994年（平成6年）9月30日、デッキィ401がオープンした。地上2階・地下1階建ての建物で、新潟県内初出店のトイザらスのほか、ウオロク、角上魚類、コメリ、セルフ片山の計5つが核テナントとなり、計46店舗が出店した。1999年（平成11年）10月には隣接してユナイテッド・シネマ新潟が入る5階建てのシネコンがオープンした。
なお、計画当初はスーパーとしては原信が入る予定であったものの、北村製作所が構想するパワーセンター形式の広い商圏との構想の違いから断念し、代わりにウオロクが参入したという経緯がある。

### 開業後の変化
当初は駐車場の入場待ちの列が周辺の幹線道路にまで伸びるなど人気を集めたものの、その後新潟市内や周辺市町の各地にデッキィと同様の専門店複合型ショッピングセンターが出店したこともあって、来客数は年々減少傾向となった。そのため、従来若者に特化していたターゲット層が徐々に広げられたほか、従来近県からも人を集めるほど広域であった商圏を大幅に狭め、地域密着型の路線に転換しつつある。
なお駐車場は周辺に順次整備され、現在は建物内の他、周辺4箇所に合計1,500台分の駐車場が設置されている。
2007年に住居表示が施行されたことにより、周辺の町名は「上近江」に改称。デッキィの所在地は「上近江四丁目12番20号」となったが、愛称は現在も「デッキィ401」のままである（但し土地登記上の地番は「上近江四丁目401番地」となっている）。
2016年3月1日付で北村開発が北村製作所に吸収合併されたため、同日以降は北村製作所による管理運営となった。その後2020年4月1日以降は総合建設業の廣瀬に運営が譲渡された。

## 主なテナント
当施設のカタカナでの公式表記は「デッキィ」だが、一部テナントの店名表記が誤って「デッキー」と記載されているケースも散見される。

### 地下1階
- スクールメイツ
- くまざわ書店 新潟デッキィ店
- エステル新潟店
- TY BEAUTY
- さすがやデッキー401店
- アルビレックスチアリーダーズ　スタジオ（スクール名：出来島校）
- クラッカー
- ピエロカフェ

### 1階
- シューズショップ　たんたん（靴）
- 越後へぎそば処　粋や（そば）
- 政家・MATSURIYA（カツ丼）
- ゆるりと菜・村さ来（居酒屋）
- T.G.C.
- コメリ ハード&グリーン
- ウオロク デッキィ店
- トイザらス・ベビーザらス 新潟店
- トップトラベル新潟
  - 北村開発が直営する旅行代理店。プレイガイドも併設されている。
- 丸屋本店 デッキー401店
- 田中屋本店
- ボーレ
- たちばな
- キーショップ・アイツー
- 大谷
- アン・コトン
- 三日月
- 美容室 ＯＫＵＲＡ
- マクドナルド デッキー401店
- ケンタッキーフライドチキン 新潟出来島店
- 街のせんたく工房 デッキィ401店
- 第四北越銀行 出来島支店DEKKY401出張所（ATMコーナー）
- ハウジングKomachiカウンター　DEKKY401店
- ヒロセの不動産窓口
- ほぐしの名人DEKKY401店
- ソフトバンクデッキー401
- 竹石薬局
- TOMMY’S GARDEN（トミーズガーデン）

### 2階
- ユナイテッド・シネマ新潟
- DEKKY401ファミリーパーク
- みかづきデッキィ401店
- 丸亀製麺DEKKY401店
- 産直セレクトショップ「KITAMAE」
- 麺屋　ほんず

## 交通

### 公共交通
- 新潟交通 C1 県庁線「上近江」バス停から徒歩約1～2分[11]
- 新潟交通 C1 県庁線、S1 市民病院線「出来島」バス停から徒歩約5分[12]

### 自家用車
- 国道8号（新潟バイパス）女池ICから県道16号（女池線）を北上し、県庁・千歳大橋方面へ約3分。